# Río Seco (Almuñécar)
Río Seco (o Rioseco) es una localidad y pedanía española perteneciente al municipio de Almuñécar, en la provincia de Granada. Está situada en la parte occidental de la comarca de la Costa Granadina.
El núcleo lo conforma varios diseminados.

## Demografía
Según el Instituto Nacional de Estadística de España, en el año 2022 Río Seco contaba con 560 habitantes censados, lo que representa el 2,09% de la población total del municipio.

### Evolución de la población
| Gráfica de evolución demográfica de Río Seco entre 2012 y 2022 |
|                                                                |
| Datos según el nomenclátor publicado por el INE.               |